# ديفوسية محبة للبرودة
ديفوسية محبة للبرودة (الاسم العلمي: Devosia psychrophila) هي نوع من البكتيريا محبة البرودة، عصوية هوائية سلبية الغرام، تتبع جنس الديفوسية. كانت قد عُزلت من جبال الألب تيرول في النمسا.